# بيل فولتون
بيل فولتون (بالإنجليزية: Bill Fulton)‏ هو سياسي أسترالي، ولد في 18 يونيو 1909 في كيرنز في أستراليا، وتوفي في 15 نوفمبر 1988. حزبياً، نشط في حزب العمال الأسترالي. وقد انتخب عضو مجلس النواب الأسترالي عن دائرة Division of Leichhardt ‏ (22 نوفمبر 1958 – 11 نوفمبر 1975).